# Los Borbones son unos Ladrones
«Los borbones son unos ladrones» és el títol original en castellà d'una cançó que es publicà, juntament amb un videoclip gravat a la presó "la Model" de Barcelona, el 8 d'abril de 2018 —marcant l'inici d'una setmana d'activitats organitzada per la plataforma No Callarem en defensa de la llibertat d'expressió— a la plataforma YouTube per la discogràfica Propaganda pel fet!. En la cançó hi participen diversos artistes entre els quals canten Elphomega, Machete en Boca, Frank T, Homes i Dones Llúdriga, La Raíz, IRA, Los Chikos del Maíz, Tribade, Def Con Dos, Noult, ZOO, Rapsusklei i Sara Hebe; i d'altres que apareixen al videoclip com a protagonistes i participants de la tornada de la cançó com Txarango, Gossos, KOP, Pirat’s Sound Sistema, Smoking Souls, El Niño de la Hipoteca, la Companyia Elèctrica Dharma, Rapapunkas, Raska, Subversa, Bonobos, Siroll, Fetitxe 13, entre d'altres.
Fou realitzada principalment amb motiu de solidaritat amb Valtònyc, Pablo Hasél i La Insurgencia arran de les condemnes de presó per les seves lletres presumptament enaltidores al terrorisme i per injúries a la Corona, i per tal de mostrar la seva reivindicació a favor de la llibertat d'expressió. La iniciativa fou impulsada pel músic i activista polític català Pau Llonch qui piulà un missatge a Twitter al febrer proposant de crear una lletra per tal de rapejar-la entre tots els qui s'impliquessin a favor de la causa.
La lletra conté moltes de les frases dels rapers condemnats tant en català com en castellà. El mateix dia que es publicà arribà, en menys de 24 hores, a un milió de visites a YouTube.